# Bahnhof Świnoujście Centrum

Świnoujście Centrum ist ein Bahnhof in Świnoujście (Swinemünde) in der polnischen Woiwodschaft Westpommern auf der Insel Usedom. Er ist der östliche Endbahnhof des derzeit betriebenen nördlichen Teils der Bahnstrecke Ducherow–Heringsdorf–Wolgaster Fähre.

## Lage
Der Bahnhof befindet sich an der Kreuzung der Straßen ul. 11. Listopada und ul. Wojska Polskiego, etwa anderthalb Kilometer nordwestlich des Stadtzentrums. Er liegt etwa 200 Meter weiter vom Ortskern entfernt als der frühere Bahnhof Swinemünde Bad, der von 1888 bis 1945 betrieben wurde.

## Geschichte

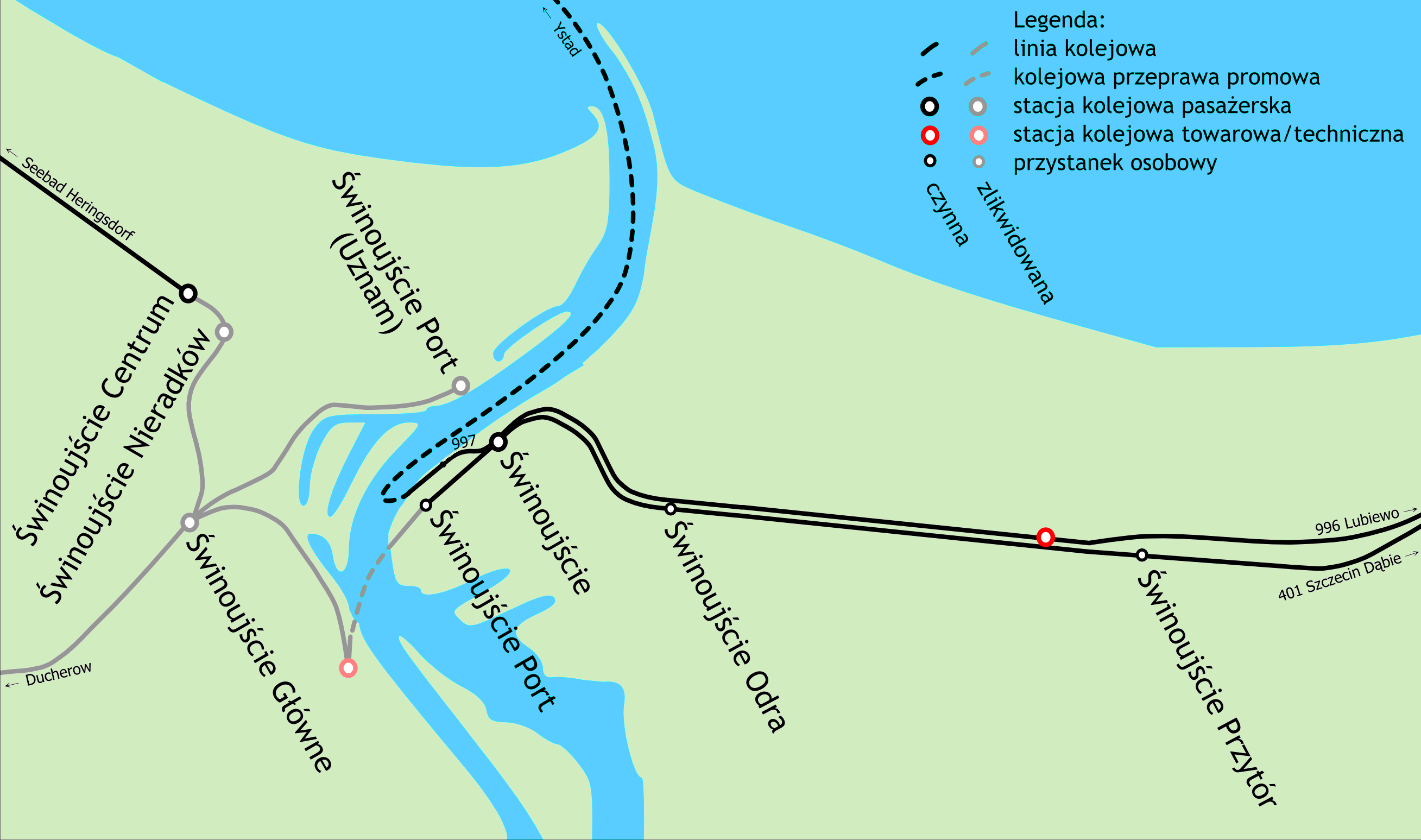
Karte der Bahnanlagen in Świnoujście, Bahnhof Świnoujście Centrum am linken Kartenrand, graue Linien: ehemalige Bahnstrecken

Die Stadt Swinemünde erhielt 1876 aus Richtung Ducherow ihren Eisenbahnanschluss. Der Bahnhof Swinemünde, später Swinemünde Hbf genannt, entstand im Südwesten der Stadt, eine Anschlussbahn führte zum Hafen an der Swine. 1894 ging die Streckenverlängerung nach Heringsdorf in Betrieb, Swinemünde erhielt mit dem Bahnhof Swinemünde Bad im Nordwesten der Stadt eine weitere Bahnstation. In Richtung Stettin wurde Swinemünde ab 1899 mit einer Bahnstrecke von Altdamm aus erschlossen, der Swinemünder Bahnhof hieß Ostswine. Von diesem auf der Insel Wollin gelegenen Bahnhof bestand eine Verbindung über ein Trajekt zum Hafen und weiter zum Hauptbahnhof.
Nach dem Zweiten Weltkrieg kam der östlichste Teil der Insel Usedom mit der Stadt Swinemünde zu Polen. Die Bahnstrecke Ducherow–Heringsdorf–Wolgaster Fähre wurde durch die neue Grenze zweimal geteilt. Die Abschnitte von Ducherow über die zerstörte Karniner Brücke bzw. Ahlbeck bis zur polnischen Grenze wurden als Reparationsleistung an die Sowjetunion abgebaut. Das kurze Teilstück in der Stadt war damit in beiden Richtungen von Streckennetz getrennt; betrieblich wurden die beiden Stationen in der Stadt kurzzeitig unter den polnischen Namen Świnoujście Główne (Hauptbahnhof) und Swinoujście Nieradków geführt, bald darauf wurde die Strecke auch auf polnischem Gebiet abgebaut. Aus Richtung Heringsdorf endete die betriebene Strecke in Seebad Ahlbeck. 
Bereits zu DDR-Zeiten und erneut nach 1990 gab es Diskussionen über einen Wiederaufbau der Strecke. Im Jahr 1997 wurde die Strecke von Ahlbeck zunächst bis Ahlbeck Grenze, direkt am deutsch-polnischen Grenzübergang verlängert. Die Verlängerung auf der alten Trasse in die Stadt Świnoujście war seit längerem geplant und wurde schließlich mit der Aufnahme Polens in den Schengen-Raum vereinfacht. Der neue Bahnhof Świnoujście Centrum entstand etwa 250 Meter stadtauswärts vom früheren Bahnhof Swinemünde Bad. Der erste Zug bis zum Bahnhof Świnoujście Centrum fuhr im Februar 2008. Die Aufnahme des öffentlichen Verkehrs verzögerte sich aber wegen noch fehlender entsprechender Genehmigungen der polnischen Eisenbahnbehörden bis zum 21. September 2008.
Der Abschnitt zwischen Grenze und Bahnhof Świnoujście Centrum ist im Eigentum von UBB Polska, einer Tochtergesellschaft der Usedomer Bäderbahn (UBB). Auch auf dem polnischen Abschnitt gilt der deutsche Binnenverkehrstarif. Die Freifahrt mit dem Schwerbehindertenausweis wird hier auch jenseits der Oder-Neiße-Grenze anerkannt.

## Anlagen
Der Bahnhof ist mit einem Relaisstellwerk der Bauart GS II ausgestattet, das vom Bahnhof Seebad Heringsdorf aus ferngesteuert wird. Da der Bahnhof über keinen Anschluss an das übrige polnische Schienennetz verfügt, wird auf dem polnischen Streckenabschnitt nach deutschem Regelwerk gefahren.
Für 2013 plante die Usedomer Bäderbahn den Bau eines Empfangsgebäudes mit Fahrkartenausgabe, einer Touristeninformation und Toiletten. Mitte 2025 fehlen die genannten Einrichtungen immer noch.